# Fountain (Colorado)
Fountain é uma cidade localizada no estado americano do Colorado, no Condado de El Paso.

## Demografia
Segundo o censo americano de 2000, a sua população era de 15.197 habitantes.
Em 2006, foi estimada uma população de 19.374, um aumento de 4177 (27.5%).

## Geografia
De acordo com o United States Census Bureau tem uma área de 36,3 km², dos quais 36,3 km² cobertos por terra e 0,0 km² cobertos por água. Fountain localiza-se a aproximadamente 1690 m acima do nível do mar.

## Localidades na vizinhança
O diagrama seguinte representa as localidades num raio de 32 km ao redor de Fountain.